# Tan White
LaTania Chantella White, detta Tan (Tupelo, 27 settembre 1982), è una cestista statunitense, professionista nella WNBA.

## Carriera
È stata selezionata dalle Indiana Fever al primo giro del Draft WNBA 2005 (2ª scelta assoluta).

## Palmarès
- WNBA All-Rookie First Team (2005)